# Curtea Domnească din Hârlău
Curtea domnească din Hârlău este o curte domnească atestată pentru prima dată în anul 1384 în orașul Hârlău, la o distanță de 74 km de municipiul Iași. În prezent, se află în ruine.
Ansamblul curții domnești din Hârlău a fost inclus pe Lista monumentelor istorice din județul Iași din anul 2015, la numărul 1409, având codul  IS-II-a-A-04178 și fiind format din 2 obiective: 
- Biserica "Sf. Gheorghe" - datând din 1492 și având codul cod LMI IS-II-m-A-04178.01;
- Ruinele curții domnești - datând din anul 1384, reclădită în 1486 și 1624 și având codul  IS-II-m-A-04178.02.

## Istoric
Curtea domnească din Hârlău este atestată pentru prima dată printr-un act din 1 mai 1384 , acolo locuind Doamna Margareta (Mușata), mama domnitorilor Petru I Mușat (1375-1391) și Roman I Mușat (1391-1392). Aceasta este și prima atestare a târgului Hârlău. 
Doamna Margareta a ctitorit o biserică catolică în orașul Siret în a doua jumătate a secolului al XIV-lea, pentru Ordinul Dominicanilor, dorind să fie înmormântată acolo. Prin hrisovul domnesc din 1384, domnitorul Petru I a confirmat acest act, acordând și anumite privilegii predicatorilor.  Domnitorul precizează că acel hrisov a fost dat "in curia matri nostrae carisimae, Horieganoio", pasaj tradus de medievalistul Mihai Costăchescu astfel: "în orașul Hârlău în adunarea (la curtea n.n.) mamei noastre preaiubite". 
Târgul s-a dezvoltat în perioada domniei lui Ștefan cel Mare (1457-1504), care a intuit rolul strategic al Hârlăului, prin poziția cvasicentrală în cadrul Moldovei medievale. În anul 1486, el a refăcut din temelii clădirile vechii curți domnești, dându-le o mare extindere. El a pus o pisanie, găsită în anul 1871 și aflată astăzi în patrimoniul Muzeului de Artă al României din București, în care stau scrise următoarele: "Binecinstitorul și de Hristos iubitorul, Io Ștefan voievod, din mila lui Dumnezeu domn al Țării Moldovei, fiul lui Bogdan voievod, a făcut aceste case, care s-au început a se zidi în anul 6994 (1486) luna...20 și s-au sfârșit în același an, septembrie 15".  Cronicarul Grigore Ureche menționează rolul lui Ștefan cel Mare de ctitor al Curții domnești din Hârlău în următoarele cuvinte: „Vă leato 6995 (=1487), într-acestu an au discălicatu Ștefan vodă târgul Hârlăul, de au ziditu și bisérica cea domnească de piiatră și curțile acele domnești cu ziduri cu tot, carile stau și astăzi.”. 
Șase ani mai tâziu, în 1492, el a înălțat aici Biserica "Sf. Gheorghe". Reședința domnească din Hârlău a fost una dintre reședințele preferate ale domnitorului moldovean, mai ales către sfârșitul domniei.  La 12 iulie 1499, Ștefan cel Mare a semnat la Hârlău Tratatul de pace cu polonii regelui Ioan Albert. 
La Curtea domnească din Hârlău au locuit și urmașii lui Ștefan cel Mare. După cum relatează tot Grigore Ureche aici a fost ucis în aprilie 1523 hatmanul Luca Arbore, acuzat de trădare de domnitorul Ștefăniță Vodă (1517-1528). După cuvintele cronicarului, „într-acest an, în luna lui aprilie, în cetatea Hârlăului, Ștefan vodă au tăiat pre Arburie hatmanul, pe carile zic să-l fie aflat în viclenie, iară lucrul adevărat nu să știe”.  Printre domnitorii care au locuit aici se află îndeosebi Petru Rareș (1527-1538, 1541-1546), care a construit în apropierea curții o biserică cu hramul "Sf. Dumitru". Aici s-au emis hrisoave domnești și s-au încheiat tratate de pace sau de alianță.
Rolul Curții domnești de la Hârlău s-a diminuat după ce domnitorul Alexandru Lăpușneanu (1552-1561, 1564-1568) a mutat capitala Moldovei la Iași, unde a construit o curte domnească.
Între anii 1624-1626, ca urmare a arderii curții domnești din Iași la 2 octombrie 1624, domnitorul Radu Mihnea (1616-1619, 1623-1626) și-a mutat la reședința domnească de la Hârlău, aducând unele îmbunătățiri sub influența arhitecturii italiene, după cum ne informează Marco Bandini în 1636, și extinzând curtea domnească de aici. Cronicarul Miron Costin descrie astfel șederea voievodului la Hârlău și lucrările realizate: „Curîndŭ după acéia au arsŭ curțile la Iași, céle domnești și s-au mutatŭ Radul-vodă la Hîrlău cu șederea. Și așea îndrăgise locul la Hîrlău, cît în toate veri, la Hîrlău ședea cu toată curtea, că tocmise și curțile céle domnești și beserici cîteva făcute acolo în Hîrlău de dînsul.”. 
Voievodul Radu Mihnea a murit aici la 20 ianuarie 1626, corpul său neînsuflețit fiind apoi transferat de fiii lui la Mănăstirea Radu Vodă din București.  Și acest eveniment este relatat de Miron Costin: „Omŭ boleac fiindŭ Radul-vodă și de mîni și de picioare, care boală podagra și hirarga să dzice, n-au trăgănatŭ multŭ viiața și acolea la Hîrlău s-au sfîrșit viața, în anul 7134 în dzile... (...) Oasele Radului-vodă cu cinste mare s-au pornitŭ de la Hîrlău în Țara Muntenească, la mănăstirea făcută de dînsul în București, cu Hrizea visternicul și cu Trufanda postelnicul și cu Costin postelnicul al doilè pe acéle vrémi. Iară în scaunul țărîi domnŭ au stătut Barnovschii hatmanul.”. 
Curtea domnească din Hârlău decade după moartea lui Radu Mihnea. În anul 1727, curtea domnească era încă intactă, ea fiind vizitată de către Scarlat Ghica, fiul domnitorului Grigore II Ghica (1726-1733, 1735-1739, 1739-1741 și 1747-1748). 
Distrugerea ei s-a produs în secolul al XIX-lea, când localnicii au dărâmat-o pentru a folosi piatra la pavarea străzilor și la construcția de case.  Până în anul 1907, aici s-a aflat depozitul de gunoi al orașului și oborul de vite.

## Cercetări arheologice

Fragment de zid.

Pentru a proteja ceea ce mai rămăsese din curtea domnească, în anul 1921, autoritățile statului au declarat ruinele curții domnești și Biserica "Sf. Gheorghe" ca monumente istorice.
Între anii 1923-1931, s-au efectuat aici cercetări arheologice sub conducerea acad. Virgil Drăghiceanu; cercetările au fost continuate după război de cercetătorii ieșeni Alexandru Andronic și Stela Cheptea. În urma acestora s-au conturat fazele de construcție ale palatului domnesc și s-a identificat în mare parte planul construcției. Zidurile curții domnești au fost consolidate și restaurate, intenționându-se amenajarea unui muzeu în unele încăperi, cu obiecte descoperite în perimetrul arheologic.
Curtea domnească din Hârlău avea o formă rectangulară și se întindea pe o suprafață de un hectar. Pe laturile de nord și de vest se află fundațiile a șase încăperi cu lungimea de 8-10 m și lățimea de 6-7 m, coridoare și alte camere mai mici. În partea de nord-vest este o fântână interioara cu diametrul de 1,5-2 m. Zidurile sunt mai înalte înspre est, aici aflându-se și două pivnițe din piatră și cărămidă, cu bolți sub formă de ogivă gotică. În partea de sud-est se află ruinele mai bine conservate ale feredeului domnesc construit din piatră și cărămidă și având plan octogonal. 

## Prezent
Din palatul de odinioară se mai văd porțiuni de ziduri, o serie de beciuri și ruinele Feredeului domnesc.
La data de 22 aprilie 2001, ministrul culturii și cultelor, acad. Răzvan Theodorescu, s-a aflat la Hârlău și a declarat că lucrările de restaurare a picturii din Biserica ștefaniană și a ruinelor Curții domnești trebuie efectuate urgent. 

## Imagini

Placă ce semnalează monumentul
Feredeul domnesc
Feredeul domnesc
Ruinele feredeului şi biserica
Ruine de zid şi biserica
Fragment de zid
Fragment de fundaţie
Ruine de fundaţie
Fragment de fundaţie
Beci
Beci
Ruine
Mici ridicături de pământ mai arată că aici a fost o curte domnească
Urme de zid
Urme de zid
Pe ruinele curţii domneşti cresc bălăriile